# Marcel Nguyễn Tân Văn
Marcel Nguyễn Tân Văn, poznat i kao Marcel Van (Ngăm Giáo, 15. ožujka 1928. – logor Yen Binh, 10. srpnja 1959.), bio je vijetnamski redemptorist, mistik, duhovni pisac, žrtva sjevernovijetnamskog komunističkog režima i Sluga Božji. Imao je dar lokucije i viđenja Male Terezije, Isusa Krista i Blažene Djevice Marije. Kao nasljednik Maloga puta sv. Male Terezije prozvan je „Apostolom ljubavi” i „teologom djetinjstva”. Sam se nazivao Malim bratom od Djeteta Isusa.
Od 1997. vodi se postupak njegove beatifikacije.

## Životopis

### Djetinjstvo i život u sjemeništima
Rođen je u katoličkoj obitelji u selu Ngam Giao u sjevernom Vijetnamu. Od treće godine izražavao je želje za svetošću i svećeništvom. Po rođenju sestre Anne-Marie Tê roditelji ga 1932. šalju živjeti k ujni, a njima se vratio dvije godine kasnije. Od tada je Van izrazio želju za primanjem Svete Pričesti te mu je župnik dopustio početi s pripravom. Nakon šest mjeseci pristupio je Prvoj pričesti.
S obzirom na to da je odmalena izražavao želju za svećenićkim pozivom, majka ga u svibnju 1935. vodi k svećeniku Josephu Nhau u sjemenište u Huu-Bangu. Dopuštenje za svakodnevni pristup Svetoj Pričesti kod nekolicine kateheta izazvalo je zavist. Bio je ucjenjivan pristankom na batinjanje drvenim štapom za pristup na Svetu Pričest, izgladnjivan i ometan u molitvi krunice. Unatoč kaznama, ucjenama i udarcima, razvio je pobožnost prema Euharistiji i Blaženoj Djevici Mariji. Katehet koji ga je zlostavljao bio je kažnjen i napustio je sjemenište.
Kada su dva tajfuna 1936. pogodila njegov kraj, uzrokujući glad i uništavajući obiteljsko gospodarstvo, obitelj je pala u siromaštvo i nije više mogla novčano podupirati njegovu naobrazbu. Văn je bio prisiljen postati slugom u sjemeništu te mu je odgođena priprava za svećeništvo. Završetkom osnovnog obrazovanja s dvanaest godina prekinuta mu je daljnja svećenička izobrazba. Tada bježi iz sjemeništa, živi kao beskućnik i skriva se po okolnim mjestima. Isprva se nije usudio vratiti kući jer je bio lažno optužen za krađu. U nedostatku hrane navodno je jeo vosak koji se topio s oltarnih svijeća. Rektor Nha posjetio je obitelj i posvjedočio za njegovu nevinost te Văn prihvaća vratiti se raditi u sjemenište. Tamo se s ostalim kandidatima organizira u bratstvo u kojemu se potiču na život u krepostima.
1942. primljen je u dominikansko sjemenište u Lan-Songu, koje je za šest mjeseci okupirala japanska vojska. Văn tada nastavlja obrazovanje u sjemeništu župe sv. Male Terezije u Qang Uyênu, pod vodstvom dominikanca i misionara Mailleta. Otkriće Povijesti jedne duše sv. Male Terezije u ljeto 1942. označilo je prekretnicu u njegovu duhovnu životu. U to vrijeme dobiva dar lokucije i razgovora sa sv. Terezijom, koja ga podučava o Bogu i Božjoj ljubavi te poziva na molitvu za Francuze, koje je prezirao zbog okupacije Vijetnama. Ubrzo je imao i viđenje sv. Alfonza, utemeljitelja redemptorista. Nakon proučavanja reda, a i na poticaj sv. Terezije, odlučio je pridružiti se družbi odbivši Mailletovu ponudu odlaska u dominikansko sjemenište. Maillet ga je odveo iz sjemeništa u lipnju 1943., nakon čega se kratko vratio u sjemenište u Huu-Bangu i obitelji.

### Redemptorist
U lipnju 1944. prihvaćen je u redemptoristički samostan u Hanoiu. Po dolasku je poslan doma zbog slabe tjelesne građe te mu je spočitnuto kako izgledao kao dvanaestogodišnjak iako je imao šesnaest godina. Ipak, molitvom i upornošću tri mjeseca kasnije prihvaćen je u novicijat i postaje postulantom 17. listopada, uzevši redovničko ime Marcel. U svojoj autobiografiji navodi kako je u tom razdoblju imao razgovore s Isusom. Na poticaj svojega novicijatora zapisuje događaje iz djetinjstva i svoja duhovna iskustva sa sv. Terezijom, Isusom i sv. Marijom.
Nakon Genevskih ugovora, Vijetnam je u lipnju 1954. podijeljen nadvoje. Mnogo je kršćana sa sjevera prebjeglo u Južni Vijetnam, no Marcel je zatražio dopuštenje za povratak na sjever, koji je bio pod komunističkom vlašću. Komunisti ga uhićuju 7. ožujka 1955. te je u namještenu sudsku postupku osuđen na petnaest godina robije. U zatočeništvu se posvetio evangelizaciji supatnika. Naknadno je prebačen u Logor 2 u Yeh Binhu, gdje je dvije godine bio u samici i često premlaćivan. Preminuo je u zarobljeništvu, od posljedica iscrpljenosti, tuberkuloze i beri-berija 10. srpnja 1959.

## Duhovni spisi
Redemptorist Antonio Boucher, Vănov duhovnik, po njegovoj je smrti dvadeset godina posvetio prikupljanju i prevođenju Vănovih spisa s vijetnamskoga na francuski jezik. Vănovi zapisi podijeljeni su u četiri sveska:
- Autobiografija (Autobiographie)[23], pisana na poticaj novicijatora i duhovnika;
- Razgovori (Colloques)[24], lokucije s Isusom, Marijom i sv. Terezijom;
- Prepiske (Correspondances)[25], pisma duhovniku, sestri Anne-Marie, nadređenima, kolegama, obitelji i prijateljima te
- Ostala djela (Autres Écrits)[26], koja uključuju pjesme, pisma Isusu i dr.

Osim na francuski, spisi su djelomično ili u potpunosti prevedeni na engleski, španjolski, talijanski, portugalski, ruski, njemački i hrvatski jezik.

## Beatifikacija
Postupak za proglašenje blaženim pokrenut je 26. ožujka 1997. u francuskoj Biskupiji Belley–Ars te je za prvoga generalnog postulatora imenovan kardinal Nguyễn Văn Thuận.

## Štovanje
Na temeljima njegove i duhovnosti sv. Male Terezije u francuskom Argancyu djeluju Misionari Isusove ljubavi (fr. Les Missionaires de l’Amour de Jésus).
U Hrvatskoj mu štovanje promiče glazbeni sastav Duhovni kutak, čijim je jednim od zaštitnika i koji je objavio prijevod njegove Autobiografije na hrvatski jezik 2020.
O njegovu životu napisano je više knjiga i slikovnica i manga Văn: Borba ljubavi.

## Vanjske poveznice
- Službene stranice udruge Les Amis de Van (Vănovi prijatelji)

|  | Wikizvor ima izvorni tekst Zazivi Marcelu Vanu |